# Roffia
Roffia (già Rofia) è una frazione del comune italiano di San Miniato, nella provincia di Pisa, in Toscana.

## Geografia fisica
Il borgo di Roffia è situato lungo le sponde meridionali dell'Arno, presso la confluenza con il rio Dogaia, a circa 4 km dal centro comunale di San Miniato, nel Valdarno inferiore. Nei pressi della frazione è situato un lago che si è venuto a formare in seguito alle varie esondazioni dell'Arno tra il XIV e il XV secolo. A cominciare dagli anni ottanta del XX secolo è iniziato un piano di recupero per la trasformazione dell'area lacustre in parco fluviale specializzato per le gare di canoa e per il canottaggio internazionale.

## Storia
Anticamente noto come Ria, il borgo di Roffia è citato per la prima volta in un documento redatto il 2 agosto 995 ed è nuovamente ricordato nella bolla di Papa Celestino III del 24 aprile 1194 per la presenza della chiesa di San Michele a Roda, come filiale della pieve di San Genesio. Dal nome del borgo, nel corso dei secoli successivi, prese nome una delle più importanti e influenti famiglie sanminiatesi, forse discendente da una ricca donna Roctia, attestata nel X secolo. La vicinanza al fiume Arno e al lago ha sempre reso il paese vulnerabile ai cedimenti e alle inondazioni: nell'inverno tra il 2013 ed il 2014 è stato colpita da precipitazioni tali che hanno alzato il livello del lago, arrivando quasi a superare gli argini a ridosso delle abitazioni.

## Monumenti e luoghi d'interesse

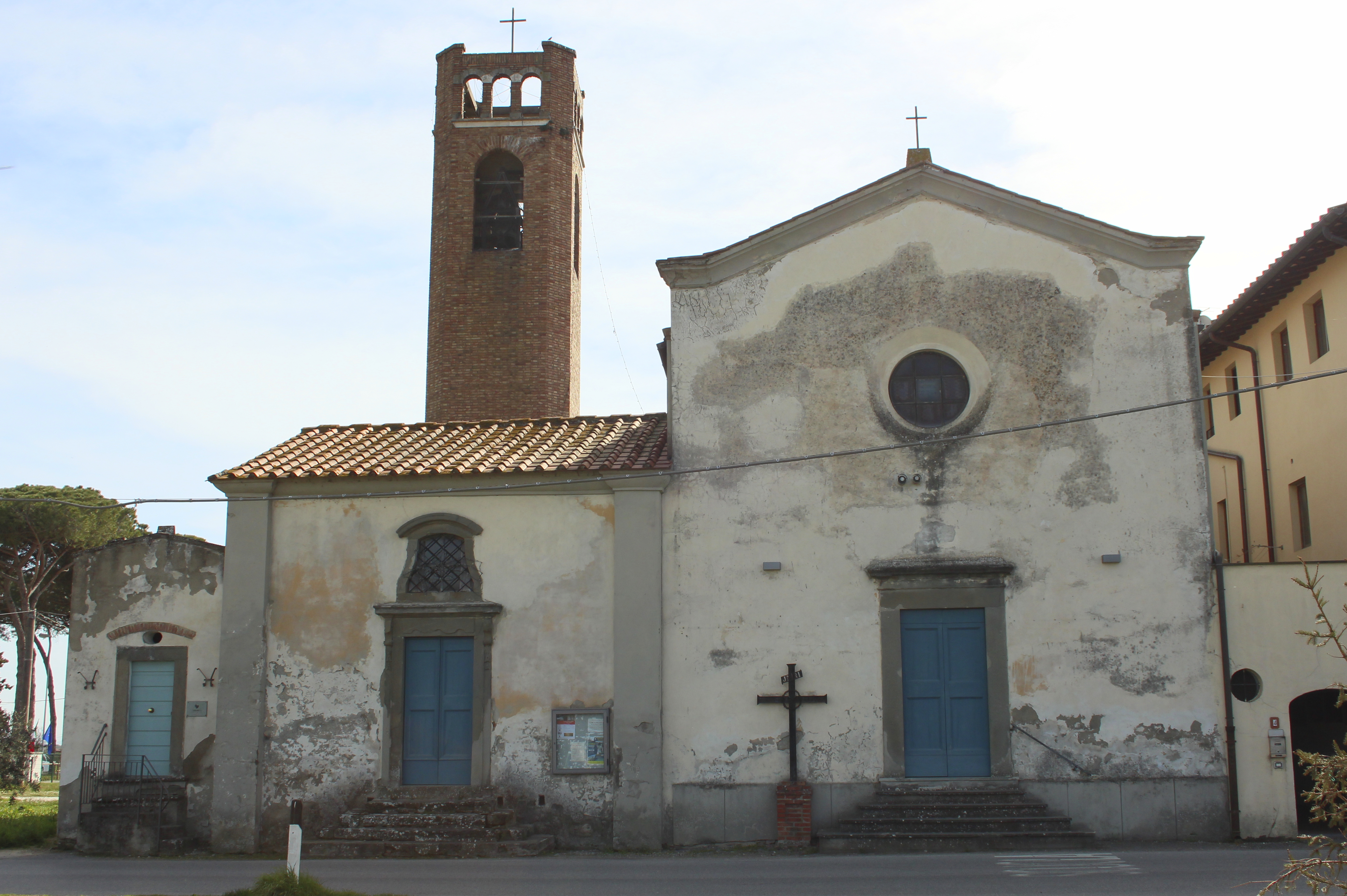
La chiesa di San Michele Arcangelo

- Chiesa di San Michele, antica chiesa parrocchiale già attestata al 1194 come dipendente dalla pieve di San Genesio, è stata successivamente rimaneggiata. La chiesa è sede di una parrocchia che si estende per un territorio di 515 abitanti[4].

## Sport
La frazione è nota soprattutto per la presenza del bacino remiero di Roffia, ove si tengono varie competizioni sportive, quali canottaggio e canoa polo.